# Подъельник одноцветковый
Подъельник одноцветковый (лат. Monotropa uniflora) —  вид микогетеротрофных цветковых растений рода Подъельник (Monotropa) семейства Вересковые (Ericaceae); типовой вид рода.

## Распространение и экология
Вид встречается в Гималаях, Восточной Азии, а также в Северной и Центральной Америке от Аляски до Панамы, а также на севере Южной Америки (в Колумбии), при этом ареал вида имеет значительные разрывы. Растение довольно редкое.
Произрастает в мшистых темнохвойных лесах. 

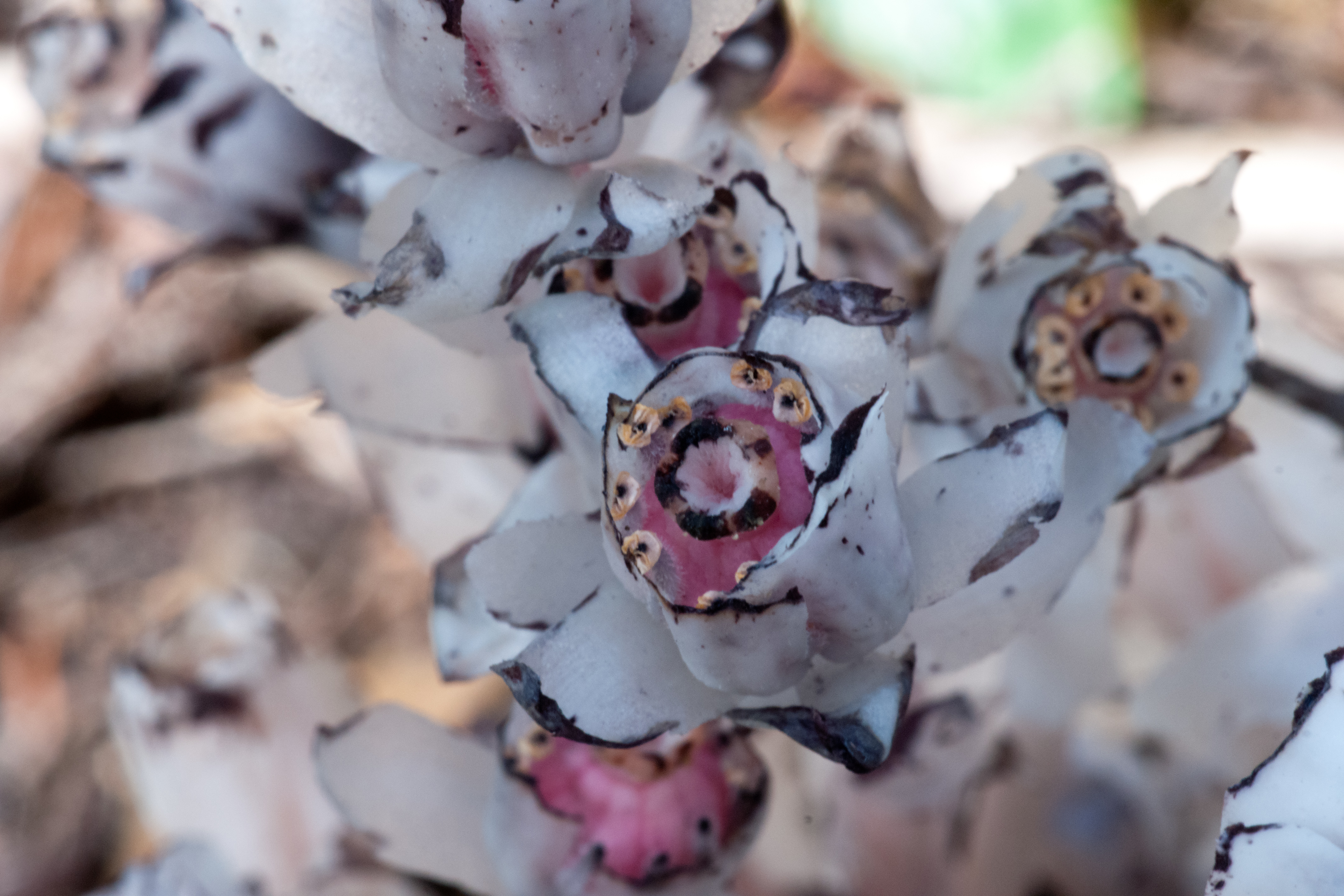
Внутренняя часть цветка (увеличено)

## Ботаническое описание
Многолетнее микогетеротрофное растение с мелко и густо разветвлённым корневищем и надземным стеблем высотой 10—20 см, покрытым очередными, белыми, многочисленными ланцетными или овально-ланцетными чешуями.
Листья отсутствуют.
Цветок одиночный, верхушечный, продолговато-колокольчатый, поникший. Венчик белый, длиннее тычинок, из 5—6 лепестков. Тычинки в числе 10—12, с волосистыми нитями и оранжево-жёлтыми пыльниками. Завязь яйцевидная, с крупным воронковидным рыльцем диаметром 6—8 мм и столбиком длиной около 2 мм.
Плод — почти прямостоячая, шаровидная коробочка диаметром около 2—2,5 см.
Цветение в июне — июле. Плодоношение в августе — сентябре.

## Таксономия
Вид Подъельник одноцветковый входит в род Подъельник (Monotropa) трибы Подъельниковые (Monotropeae) подсемейства Вертляницевые (Monotropoideae) семейства Вересковые (Ericaceae) порядка Верескоцветные (Ericales).
|  |                                      |  |                                                             |                                                             |                      |  | ещё 36 семейств (согласно Системе APG II) | ещё 36 семейств (согласно Системе APG II) |                            |  |  |  | ещё 2 трибы                  | ещё 2 трибы    |  |  |  |  | Подъельник обыкновенный | Подъельник обыкновенный |
|  |                                      |  |                                                             |                                                             |                      |  | ещё 36 семейств (согласно Системе APG II) | ещё 36 семейств (согласно Системе APG II) |                            |  |  |  | ещё 2 трибы                  | ещё 2 трибы    |  |  |  |  | Подъельник обыкновенный | Подъельник обыкновенный |
|  |                                      |  |                                                             | порядок Верескоцветные                                      |                      |  |                                           |                                           | подсемейство Вертляницевые |  |  |  |                              | род Подъельник |  |  |  |  |                         |                         |
|  |                                      |  |                                                             | порядок Верескоцветные                                      |                      |  |                                           |                                           | подсемейство Вертляницевые |  |  |  |                              | род Подъельник |  |  |  |  |                         |                         |
|  | отдел Цветковые, или Покрытосеменные |  |                                                             |                                                             | семейство Вересковые |  |                                           |                                           | триба Подъельниковые       |  |  |  | вид Подъельник одноцветковый |                |  |  |  |  |                         |                         |
|  | отдел Цветковые, или Покрытосеменные |  |                                                             |                                                             |                      |  |                                           |                                           |                            |  |  |  |                              |                |  |  |  |  |                         |                         |
|  |                                      |  | ещё 44 порядка цветковых растений (согласно Системе APG II) | ещё 44 порядка цветковых растений (согласно Системе APG II) |                      |  |                                           | ещё 7 подсемейств                         | ещё 7 подсемейств          |  |  |  | ещё 7 родов                  | ещё 7 родов    |  |  |  |  |                         |                         |
|  |                                      |  |                                                             | ещё 44 порядка цветковых растений (согласно Системе APG II) |                      |  |                                           |                                           | ещё 7 подсемейств          |  |  |  |                              | ещё 7 родов    |  |  |  |  |                         |                         |